# Gustav-Adolf-Kirche (Affolterbach)

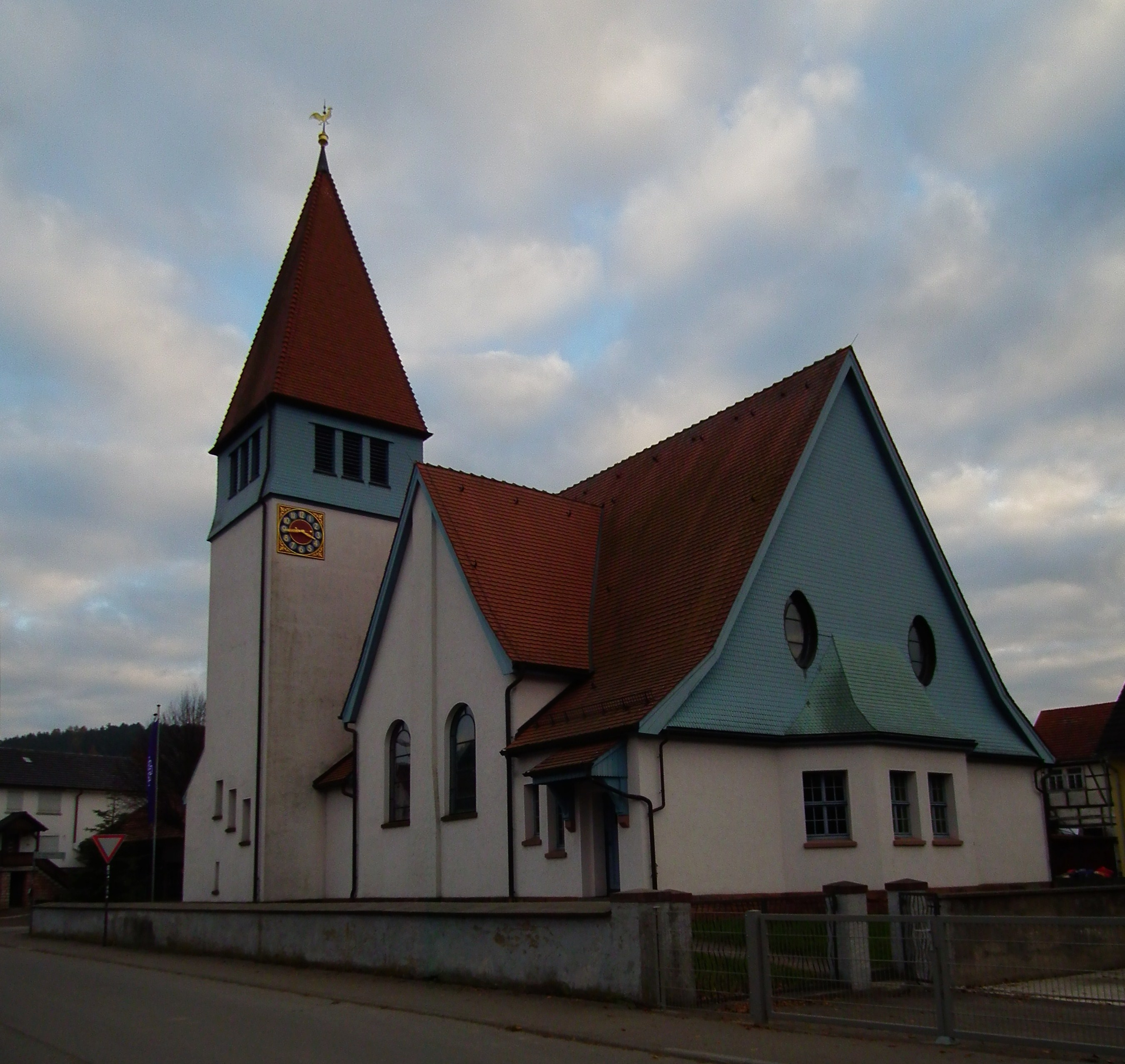
Gustav-Adolf-Kirche

Die Gustav-Adolf-Kirche ist eine evangelische Kirche in Affolterbach, einem Ortsteil von Wald-Michelbach im Landkreis Bergstraße in Hessen. Die evangelisch-reformierte Kirchengemeinde, die zum Dekanat Bergstraße in der Propstei Starkenburg der Evangelischen Kirche in Hessen und Nassau gehört, wurde 1907 gegründet. Die im gleichen Jahr fertiggestellte Kirche ist stilistisch dem Jugendstil zuzuordnen und steht unter Denkmalschutz.

## Geschichte und Architektur

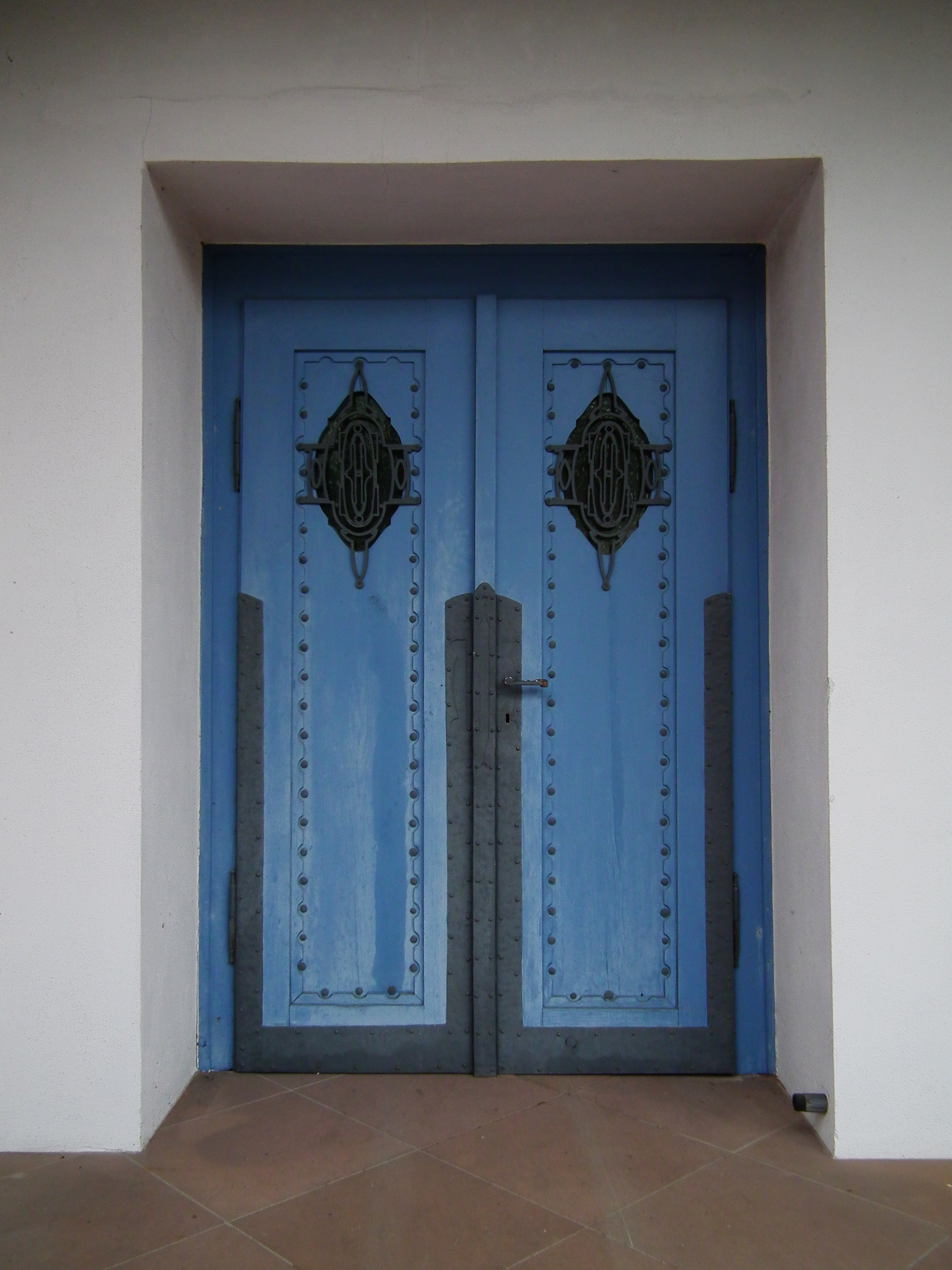
Das blaue Kirchenportal

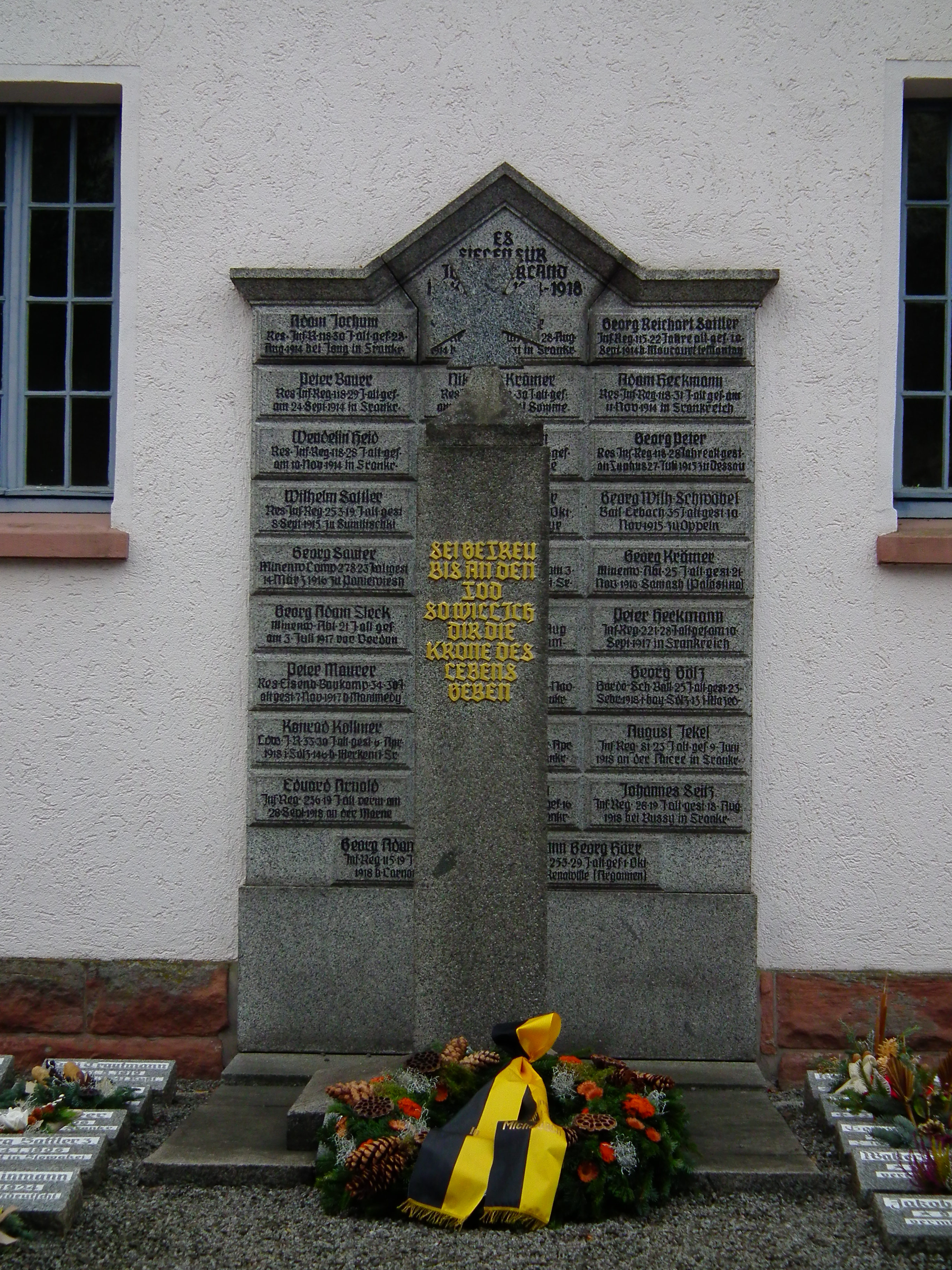
Kriegerdenkmal vor der Kirche

Ein erstes Kirchengebäude wurde 1568 erwähnt und 1707 als verfallen bezeichnet. Die heutige Kirche wurde von 1905 bis 1907 nach Plänen des Darmstädter Architekten und Hochschullehrers Friedrich Pützer errichtet. Über einem kreuzförmigen Grundriss erhebt sich ein Saalbau, der Kirchturm ist asymmetrisch eingefügt. Der Altar steht frei, vor der Altarrückwand befindet sich die Kanzel und darüber ist die Orgelempore aufgebaut. Die Orgel baute 1907 die Orgelbauwerkstatt Gebrüder Link. Das Gebäude ist umfriedet und durch ein Eingangstor erschlossen.
1962 wurde im Rahmen einer Purifizierung der ursprüngliche Raumeindruck zerstört. Bei Renovierungsarbeiten am Äußeren (1995–1996) und bei der Restaurierung des Innenraums (1999–2001) wurde die ursprüngliche Holzsichtigkeit der Ausstattung mit farbigen Ornamenten in der Art des Jugendstils wiederhergestellt.